# فرودگاه ماتساپها
فرودگاه ماتساپها (به انگلیسی: Matsapha Airport) یک فرودگاه همگانی با کد یاتا MTS است که یک باند فرود آسفالت دارد و طول باند آن ۲۶۰۰ متر است. این فرودگاه در کشور اسواتینی قرار دارد و در ارتفاع ۶۳۲ متری از سطح دریا واقع شده‌است.